# (85633) 1998 KR65
(85633) 1998 KR65, também escrito como (85633) 1998 KR65, é um objeto transnetuniano (TNO) que é classificado como um cubewano. Tem um periélio (maior aproximação em relação ao Sol) de 42,385 UA e um afélio (abordagem mais distante do Sol) de 44,859 UA. Ele possui uma magnitude absoluta (H) de 6.8 e, tem cerca de 192 km de diâmetro. O mesmo foi descoberto no dia 29 de maio de 1998 por Gary M. Bernstein.